# St. Paul (Alaska)
St. Paul – miasto w Stanach Zjednoczonych, w stanie Alaska, w okręgu Aleutians West. Leży na wyspie o tej samej nazwie. W miejscowości ma siedzibę prawosławna parafia Świętych Piotra i Pawła.